# Catedral metropolitana de la Inmaculada Concepción (Zamboanga)
La Catedral Metropolitana de la Inmaculada Concepción es una iglesia situada en la ciudad de Zamboanga, Filipinas. Es la sede de la arquidiócesis de Zamboanga.
La primera iglesia estuvo situada originalmente en el frente de la Plaza Pershing, donde en el presente se encuentra la Universidad de Zamboanga. La iglesia fue declarada catedral en 1910, cuando la diócesis de Zamboanga fue creada. En 1943, la catedral fue uno de los edificios bombardeados por los soldados japoneses durante la Segunda Guerra Mundial. En 1956, la catedral fue trasladada junto al Ateneo de la Universidad de Zamboanga, antes conocido como el Jardín Chino.